# ماريا بيدرازا
ماريا بيدرازا (بالإسبانية: María Pedraza)‏ هي ممثلة إسبانية تشتهر بشخصية أليسون باركر في المسلسل الإسباني بيت من ورق كما لعبت دور البطولة بشخصية مارينا في مسلسل النخبة من إنتاج نتفليكس.

## حياتها الفنية
تم اكتشافها من خلال حسابها في انستغرام بواسطة المخرج استيبان كرسبو الذي دعاها لحضور لاختبار الدور في فيلمه (AMAR)، وحصلت «ماريا بيدرازا» على دور لورا في الفيلم، تم إصدار الفيلم في عام 2017.
كان دورها الثاني كممثلة دور أليسون باركر ابنة السفير البريطاني في إسبانيا، في المسلسل الشهير بيت من ورق، في بداية عام 2018 تم إعلان مشاركتها في مسلسل جديد من إنتاج نتفليكس يدعى النخبة.

## روابط خارجية
- ماريا بيدرازا على موقع IMDb (الإنجليزية)
- ماريا بيدرازا على موقع ميتاكريتيك (الإنجليزية)
- ماريا بيدرازا على موقع روتن توميتوز (الإنجليزية)
- ماريا بيدرازا على موقع ألو سيني (الفرنسية)
- ماريا بيدرازا على موقع قاعدة بيانات الفيلم (الإنجليزية)